# Cydistomyia perdita
Cydistomyia perdita är en tvåvingeart som beskrevs av M. Josephine Mackerras 1964. Cydistomyia perdita ingår i släktet Cydistomyia och familjen bromsar. Inga underarter finns listade i Catalogue of Life.